# Heisterbrug
Heisterbrug (Limburgs: Genheisterbrök) is een buurtschap en naam van de gelijknamige weg gelegen in Schinnen, gemeente Beekdaelen. De buurtschap ligt vlak ten westen van Schinnen, in het Geleenbeekdal en aan de voet van de Zandberg en de Putherberg. Ten zuiden van de buurtschap stroomt de Geleenbeek. In de buurtschap bevinden zich enkele bijzondere cultuurhistorische gebouwen zoals kasteel Terborgh en de op grens met Spaubeek gelegen voormalige watermolen, de Borgermolen. Enkele gebouwen in de buurschap hebben de status van rijksmonument gekregen. Stroomopwaarts van de Borgermolen lagen de Heisterbrugger korenmolen en Heisterbrugger oliemolen.
In het meest westelijk gelegen deel van de buurtschap, bevindt zich op de rand van de buurschappen Daniken en Heisterbrug, midden in het Stammenderbos het voormalige retraitehuis "Sint Ignatius" welk momenteel in gebruik is als asielzoekerscentrum. Hoewel het asielzoekerscentrum officieel in Sweikhuizen ligt, is het slechts vanuit Schinnen via de Heisterbrug of via de Oude Kerk in Spaubeek te bereiken.
In Heisterbrug staat ook de Onze-Lieve-Vrouw-van-Banneuxkapel.

## Fotogalerij

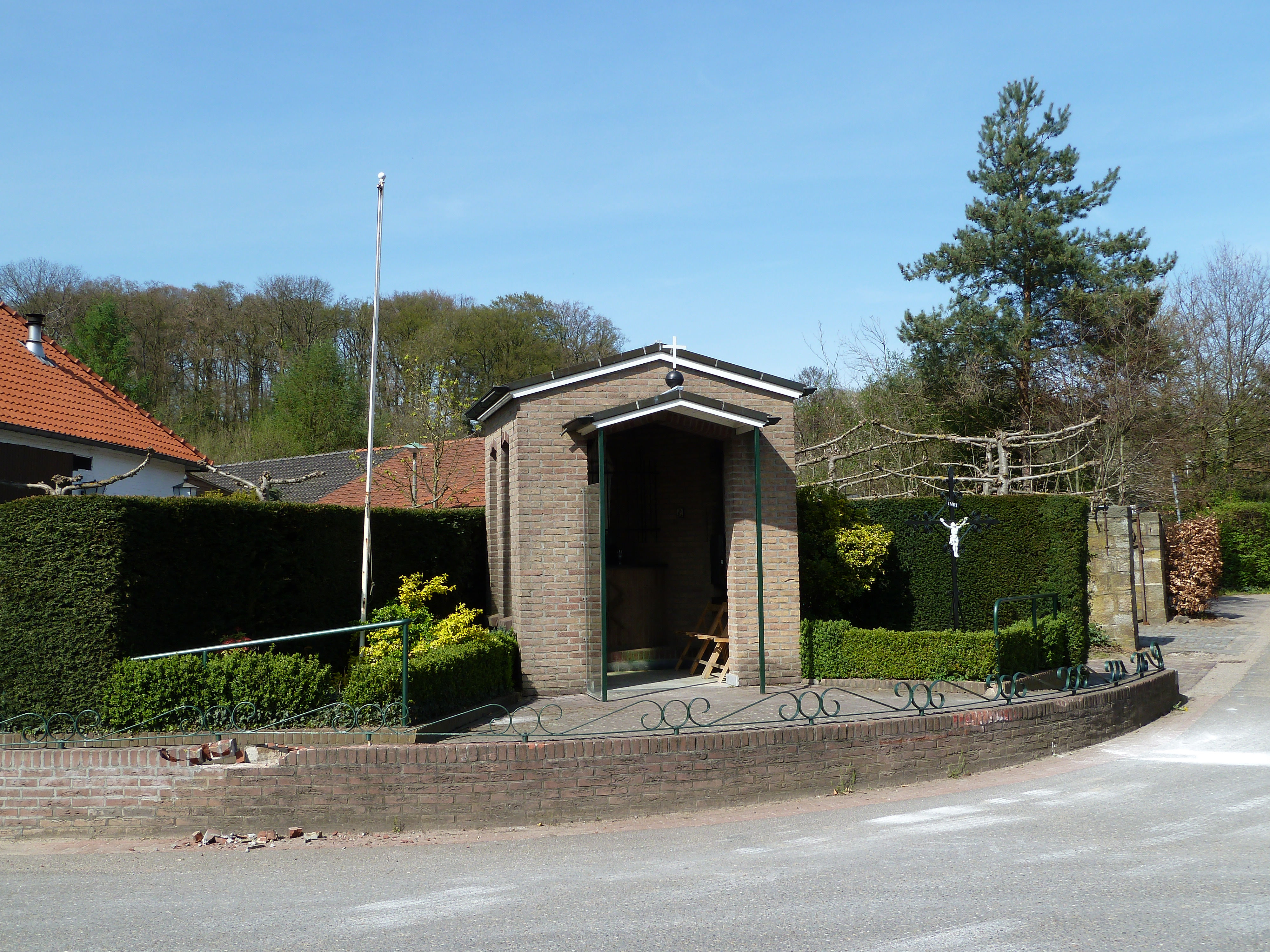
Kapel in de buurtschap
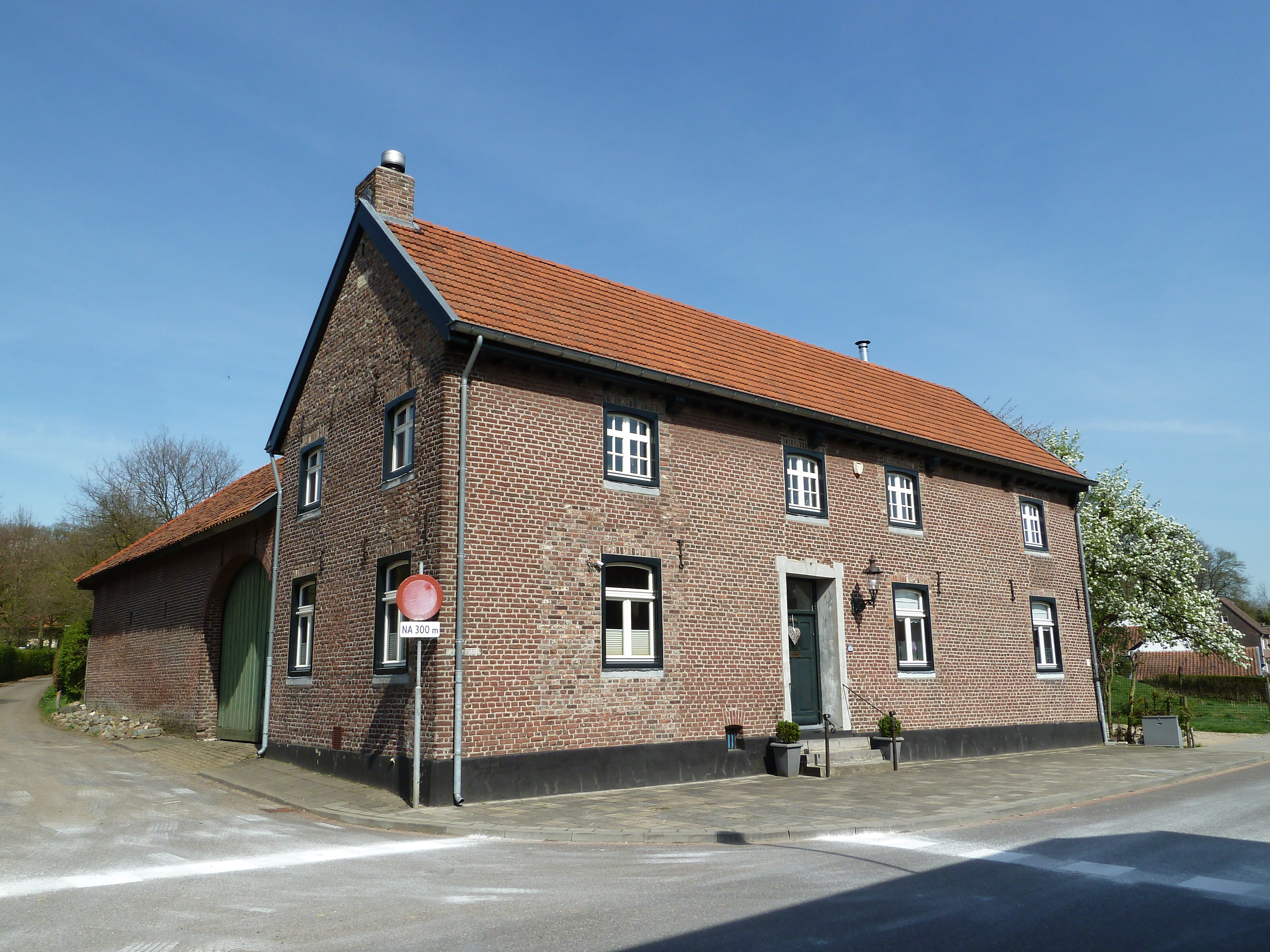
Rijksmonumentale boerderij
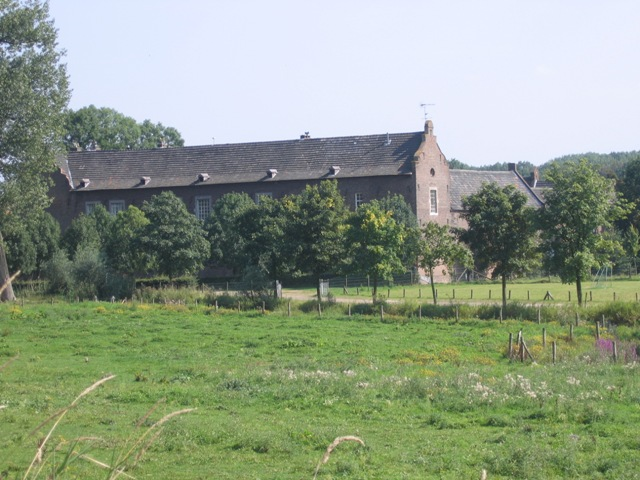
Kasteelboerderij Terborg

Dorpen: Aalbeek · Amstenrade · Arensgenhout · Bingelrade · Doenrade · Hulsberg · Jabeek · Merkelbeek · Nuth · Oirsbeek · Puth · Schimmert · Schinnen · Schinveld · Sweikhuizen · Vaesrade · Wijnandsrade

Buurtschappen en gehuchten: Bovenste Puth · Brand · Breinder · Brommelen · Daniken (deels) · Douvergenhout · Etzenrade · Gracht · Grijzegrubben · Haasdal · Hegge · Heisterbrug · Helle · Hellebroek · Hommert · Hunnecum · Kamp · Kathagen · Klein-Doenrade · Kleingenhout · Kling · Kruis · Laar · Leeuw · Nagelbeek · Nierhoven · Oensel · Onderste Puth · Op de Bies · Op den Hering · Oppeven · Reuken · Swier · Terstraten · Tervoorst · Thull · Viel · Vink · Wintraak · Wissengracht · Wolfhagen

Limburg: Steden en dorpen      Nederland: Provincies · Gemeenten